# Käsberg (Eitorf)
Käsberg ist ein Ortsteil der Gemeinde Eitorf.

## Lage
Käsberg liegt auf der Eitorfer Schweiz zwischen den Höhensteinen und dem Hohen Schaden. Nachbarorte sind Obenroth und Bitze.

## Einwohner
1885 hatte Käsberg neun Wohngebäude und 41 Einwohner.
1925 waren hier zwölf Haushalte verzeichnet.